# Eldorado, Texas
Eldorado är administrativ huvudort i Schleicher County i Texas. Enligt 2010 års folkräkning hade Eldorado 1 951 invånare.